# Tonkín
Tonkín (en vietnamita: Bắc Kỳ, históricamente Đàng Ngoài), también deletreado Tongkin, Tonquín o Tongking, es una región geográfica e histórica que se encuentra rodeando la zona del delta del Río Rojo en el norte de Vietnam.

## Toponimia
Tonkín es una deformación de Đông Kinh (東京), el nombre de Hanói durante la dinastía Lê. A nivel local, Tonkín se conoce con el nombre de Bắc Kỳ (北區), que significa "Región Norte"; también con el nombre de Bắc Bộ (北圻), que significa "frontera norte". Los geógrafos chinos lo llamaron Drang-ngai en vietnamita, o "reino exterior" en oposición a Cochinchina, Drang-trong o "reino interno".
El nombre se usó en 1883 para el protectorado francés de Tonkín, un territorio constituyente de la Indochina francesa.

## Geografía
Situada al sur de las provincias de Yunnan (Vân Nam) y Guangxi (Quảng Tây) de China, al este de Laos, al oeste del golfo de Tonkín y al norte de las regiones de Annam y Cochinchina, Tonkín forma un cuadrilátero de aproximadamente 700 km de largo. Su superficie es de 115 700 km². El invierno es frío y brumoso. La temporada de grandes lluvias o monzón sigue tras un corto período de calor y sequía, que ocurre principalmente de mayo a agosto. El verano es muy caluroso. La costa a menudo es devastada por huracanes y tifones entre junio y julio.
Situada en la fértil zona del delta del río Rojo, donde se mezclan las aguas de Sông-kôï y Sông-bo (actual río Negro o Song Da), ríos que alguna vez se caracterizaron por sus poderosas inundaciones, Tonkín es rica en producción de arroz. El suelo es montañoso al norte y al oeste. Las poblaciones del Alto Tonkín, una región escasamente poblada, son principalmente de origen tailandés y de Yunnan. Los valles aluviales del Bajo Tonkín albergan las principales aglomeraciones urbanas e industriales: Hanói, Haiphong, Nam Định, Bắc Ninh, Sôn Tây y Hon Gay.

## Historia
El área fue llamada Văn Lang por antepasados vietnamitas entre 2000 y 100 a. C. Se descubrió evidencia de una sociedad más antigua establecida en el norte de Vietnam, junto con la cultura Đông Sơn, en el área de la ciudadela Cổ Loa. Su sitio está ubicado cerca de la ciudad histórica de Hà Nội y de la actual Hanói, la capital de Vietnam.
Según los mitos vietnamitas, los primeros pueblos vietnamitas descendieron del Señor Dragón Lạc Long Quân y la Hada Inmortal Âu Cơ. Lạc Long Quân y Âu Cơ tuvieron 100 hijos antes de que decidieran separarse. 50 de los niños fueron con su madre a las montañas, y los otros 50 fueron con su padre al mar. El hijo mayor se convirtió en el primero de una línea de los primeros reyes vietnamitas, conocidos colectivamente como los reyes Hùng (Hùng Vương o la dinastía Hồng Bàng). Los reyes Hùng llamaron al país, que se encontraba en el delta del río Rojo en el actual norte de Vietnam, Văn Lang. La gente de Văn Lang se conocían como Lạc Việt.

### SigloXV
Lê Lợi (quien reinó entre 1428 y 1433), un notable propietario de tierras en la región de Lam Kinh, tenía más de 1 000 seguidores antes de levantarse contra la dinastía china Ming. Después de su victoria, subió al trono y se estableció en la ciudad de Thang Long ("Dragón Ascendente", antiguo Cổ Loa, actual Hà Nội). Thang Long también fue llamado Đông Kinh (東京), que significa "Capital del Este". (東京 es idéntico en significado y forma escrita en caracteres chinos al de Tokio).

### SiglosXVIIIyXIX
Durante los siglos XVIII y XIX, los occidentales usaban comúnmente el nombre Tonkín (de Đông Kinh) para referirse al norte de Vietnam, luego gobernado por los señores Trịnh (mientras que Cochinchina se usaba para referirse al sur de Vietnam, gobernado por los señores Nguyễn y Annam, del nombre de la antigua provincia china se utilizó para referirse a Vietnam en su conjunto).
Después de la asistencia francesa a Nguyễn Ánh para unificar Vietnam bajo la dinastía Nguyen, la Armada francesa comenzó su fuerte presencia en el delta del Mekong y luego colonizó el tercio sur de Vietnam, incluido Saigón, en 1867.
Durante la guerra sino-francesa (1884-1885), Tonkín, entonces considerado un punto de apoyo crucial en el sudeste asiático y una clave para el mercado chino, fue invadido por los franceses en la campaña de Tonkín. Fue colonizado como el protectorado francés de Tonkín, y se separó gradualmente del protectorado francés de Annam, y Vietnam se separó efectivamente en tres partes.

### SigloXX
Durante el dominio colonial francés, Hanói fue la capital del protectorado de Tonkín, y en 1901 se convirtió en la capital de toda la Indochina francesa (Camboya, Laos y Vietnam). La administración colonial francesa gobernó hasta el 9 de marzo de 1945, con una breve interrupción entre 1941 y 1945 durante la ocupación japonesa de Vietnam en la Segunda Guerra Mundial. La administración francesa fue permitida por los japoneses como un gobierno títere. Japón tomó brevemente el control total de Vietnam en marzo de 1945, como el Imperio de Vietnam. Tonkín se convirtió en el foco de la hambruna vietnamita de 1945 durante este período.
Después del final de la Segunda Guerra Mundial, la Indochina francesa regresó a dominio francés.
El norte de Vietnam se convirtió en una fortaleza para el Viet Minh comunista. Hanói fue ocupada más tarde por los franceses y el conflicto entre el Viet Minh y Francia estalló en la primera guerra de Indochina. En 1949 quedó bajo la autoridad del Estado de Vietnam, un nuevo estado asociado a la Unión Francesa.
Después de la derrota francesa en la batalla de Dien Bien Phu en el oeste de Tonkín en 1954, se formó la nación comunista de Vietnam del Norte, compuesta por Tonkín y el norte de Annam. El territorio del Estado de Vietnam se redujo a la región del sur de Vietnam, convirtiéndose en Vietnam del Sur.